# Dubh Loch (Loch Awe)
Dubh Loch (schottisch-gälisch: „Schwarzer See“) ist ein Süßwassersee im Süden der historischen Region Lorne der schottischen Council Area Argyll and Bute. Der See ist nicht zu verwechseln mit dem nahegelegenen Lochan Dubh oder dem Dubh Loch in Knapdale.

## Beschreibung
Der See liegt im Süden der dünn besiedelten Region Lorne etwa sieben Kilometer westlich des Weilers Ford und 16 Kilometer südwestlich von Inveraray. Seine felsige Umgebung mit dem 459 Meter hohen Beinn Dubh Airigh zwei Kilometer östlich ist unbesiedelt. Dubh Loch ist nicht durch Straßen erschlossen. Die nächstgelegenen Straßen sind die B840 entlang des Südufers von Loch Awe etwa 2,5 Kilometer nordwestlich sowie eine unbefestigte Straße drei Kilometer südöstlich. Dubh Loch ist nur durch einen etwa 250 Meter breiten Grat vom westlich benachbarten, größeren Fincharn Loch getrennt.
Der See liegt auf einer Höhe von 316 Metern über dem Meeresspiegel. Der Dubh Loch weist eine maximale Länge von 0,50 Kilometern bei einer maximalen Breite von 0,22 Kilometern auf, woraus sich eine Fläche von sieben Hektar und ein Umfang von einem Kilometern ergeben. Der im Mittel 5,7 Meter tiefe See besitzt ein Volumen von 372.752 Kubikmetern. Sein Einzugsgebiet erstreckt sich im Wesentlichen nach Osten und Südosten und umfasst 61 Hektar. Hiervon sind etwa 63 % Heide. Grundwasser macht 12 % des Zuflusses zu Dubh Loch aus. Der See besitzt keine benannten Zuflüsse. Sein einziger Abfluss am Südwestufer ist ebenfalls unbenannt. Er mündet in den Fincharn Loch, der über den Fincharn in den Loch Awe und den Awe in den Loch Etive entwässert.